# Magnesia am Mäander
Koordinaten: 37° 51′ N, 27° 32′ O
Magnesia am Mäander (altgriechisch Μαγνησία ἐπὶ Μαιάνδρῳ Magnēsía epí Maiándrō) war eine antike Stadt im Westen Kleinasiens in der heutigen Türkei. Die Überreste der Stadt sind in der Ebene des Großen Mäander (türkisch Büyük Menderes) von der Straße von Selçuk nach Söke aus zu sehen.
Einst stand hier ein Tempel der Artemis Leukophryne, den Hermogenes um 130 v. Chr. schuf, sowie ein Tempel des Zeus Sosipolis. Im Berliner Pergamonmuseum sind Kopien eines Säulenjochs des Artemistempels sowie des Pronaos des Zeustempels (letzterer enthält zwei Originalstücke) nachgebaut worden.

## Geschichte
Die Stadt Magnesia wurde der Legende nach bereits eine Generation vor dem Trojanischen Krieg von Magneten aus Thessalien gegründet; tatsächlich entstand sie wohl erst während der Ionischen Wanderung und gelangte später unter die Herrschaft des lydischen Königs Gyges (716–678 v. Chr.). Um 657 v. Chr. von Kimmerern erobert, später von Ephesos eingenommen, schlug Kyros II. Magnesia, geplündert durch Mazares, dem persischen Reich zu. Themistokles bezog hier seine Residenz. 400/399 v. Chr. wurde es durch Thibron wieder aufgebaut. Durch Alexander den Großen wurde Magnesia makedonisch, fiel verschiedenen Diadochen zu, wurde seleukidisch (221 v. Chr. Epiphanie der Artemis Leukophryne) und erlebte seine kulturelle Blütezeit mit dem Königreich Pergamon im 2. Jahrhundert v. Chr. Magnesia wird unter anderem in den Werken von Herodot, Diodor und Pausanias erwähnt. Ein Krieg mit Milet wurde 196 v. Chr. durch einen Friedensschluss beendet, nach 190 v. Chr. wurde die Stadt durch die Römer frei.
133 v. Chr. wurde Magnesia gemeinsam mit Pergamon dem römischen Imperium vererbt. Als Belohnung für den Widerstand gegen den König Mithridates VI. von Pontos erhielt es von Sulla den Status einer freien Stadt. 17 n. Chr. von einem Erdbeben zerstört, wurde die Stadt vom römischen Kaiser Tiberius innerhalb von zwölf Jahren aus eigenen Mitteln wieder aufgebaut. Schon 114 n. Chr. gab es dort eine frühchristliche Gemeinde, die in den folgenden Jahrhunderten regelmäßig ihre Bischöfe zu den Konzilien schickte. Von der Eroberung und Plünderung durch die Goten im Jahre 262 n. Chr. konnte sich Magnesia wie die benachbarten Orte Ephesos und Milet nie mehr ganz erholen. Zwar wurde es noch spätantike Bischofsstadt und erhielt eine Ringmauer gegen den Ansturm von Persern und Seldschuken, war aber im Mittelalter wenig mehr als eine byzantinische Grenzfestung. Um 1300 übernahm die Fürstenfamilie der Aydınoğulları die Herrschaft. Infolge von Überschwemmungen, Seuchen und anderen Plagen wurde Magnesia nach und nach von seinen letzten Bewohnern verlassen und fiel dem Verfall anheim.

## Münzprägung

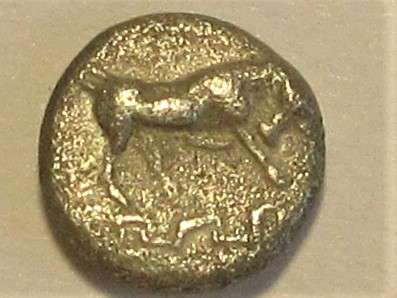
Hemiobol aus Magnesia mit Stier über Mäanderband, 4. Jahrhundert v. Chr.

Seit mindestens der Mitte des 5. Jahrhunderts prägte Magnesia eigene Silbermünzen, später auch Bronzemünzen als Kleingeld. Häufig wird ein Stier abgebildet. Als Beizeichen mit Bezug auf die Landschaft finden sich häufig auch ein Mäanderband im Abschnitt oder ein Mäanderkreis als Umrandung auf der Münzrückseite.

## Ausgrabungen
Im Zuge der großen Ausgrabungskampagnen in Kleinasien durch französische, deutsche und britische Wissenschaftler wurde auch Magnesia wiederentdeckt. Dabei wurde 1886 der Gadatas-Brief gefunden. In den Jahren 1891–1893 wurden durch die Berliner Museen unter Leitung von Carl Humann Grabungen durchgeführt, bei denen unter anderem die Reste des Zeustempels sowie des Artemistempels des Hermogenes freigelegt wurden.
Die meisten der erhaltenen Funde – Tempelfriese, Altarreliefs und anderes – sind heute auf die Museen in London, Paris, Berlin und Istanbul verteilt. Dass am Ort selbst nur wenig mehr als Steinbrocken und Mauerreste übrig geblieben sind, ist auf die vor allem im 19. Jahrhundert im Osmanischen Reich weit verbreitete Praxis der Kalkbrennerei (Marmor ist ein kristalliner Kalkstein) durch die lokale Bevölkerung zurückzuführen. Ihr fielen im Zeitraum zwischen 1893 und 1895 auch die Reste des Zeustempels zum Opfer, der noch durch Humann in gutem Zustand vorgefunden und dokumentiert wurde. Die vor 1893 erstellte Bauaufnahme dieses Tempels diente als Grundlage für die Rekonstruktion der Pronaos-Fassade im Berliner Pergamonmuseum.
Nach dem Abschluss der ersten Grabungskampagne 1893 haben die Grabungen bis 1984 geruht. Die angeschwemmten Sedimente und die durch Regenwasser abgetragenen Lehmschichten, teils 4–5 m dick, bedeckten die ausgegrabenen Flächen und Bauwerke wieder mit Erde. Magnesia wurde für nahezu hundert Jahre vergessen, obwohl gerade während dieser Zeit wichtige Forschungsarbeiten über Hermogenes verfasst wurden. Seit 1984 unternimmt die Universität Ankara neue Grabungen, die bis 2020 unter der Leitung von Orhan Bingöl standen.

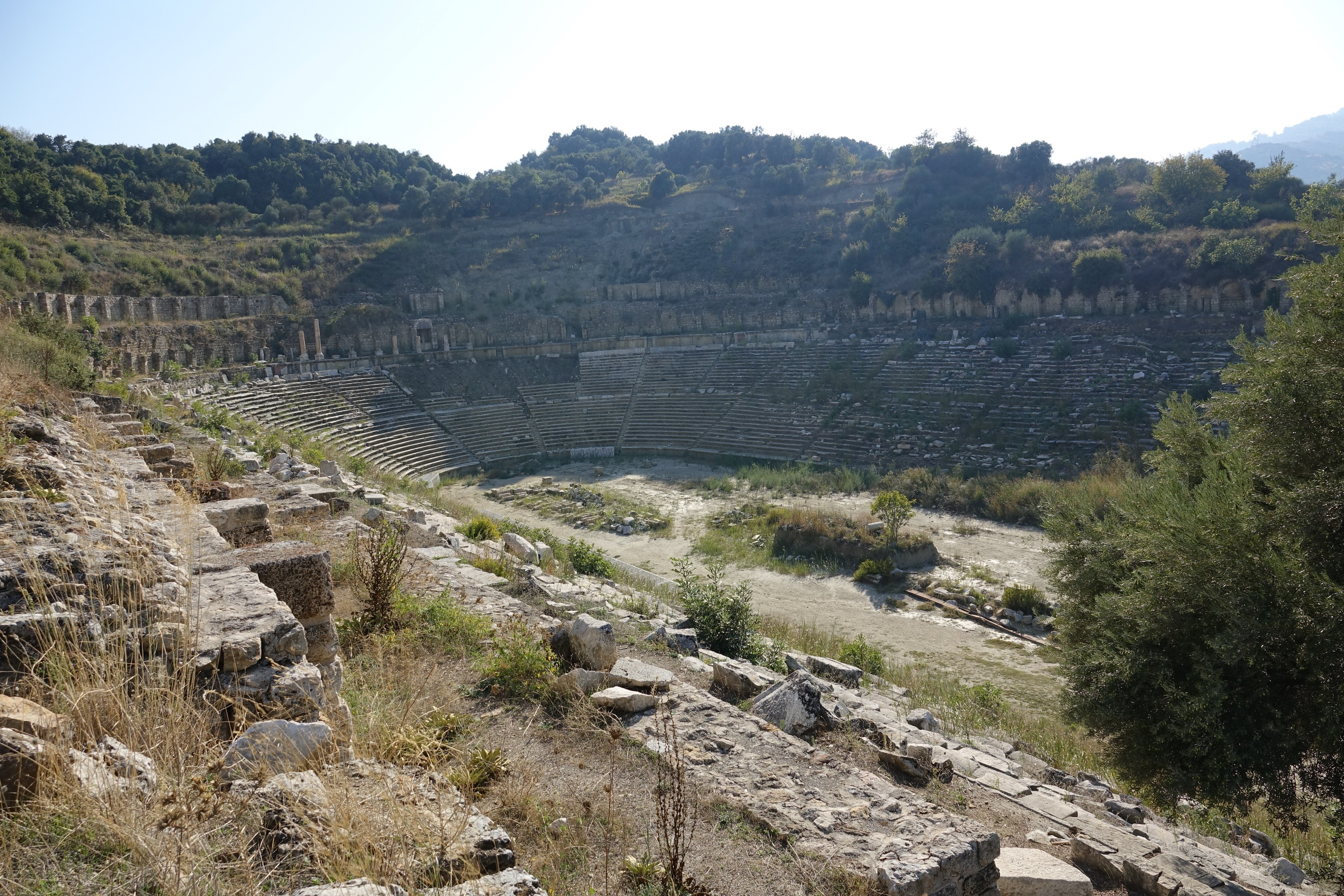
Stadion

Besonders hervorzuheben ist das Stadion, das in die Berghänge hinein gebaut durch seine Größe und den guten Zustand beeindruckt. Es befindet sich im Südwesten der Stadt und hat eine Länge von 185,90 Metern.